# Baekje

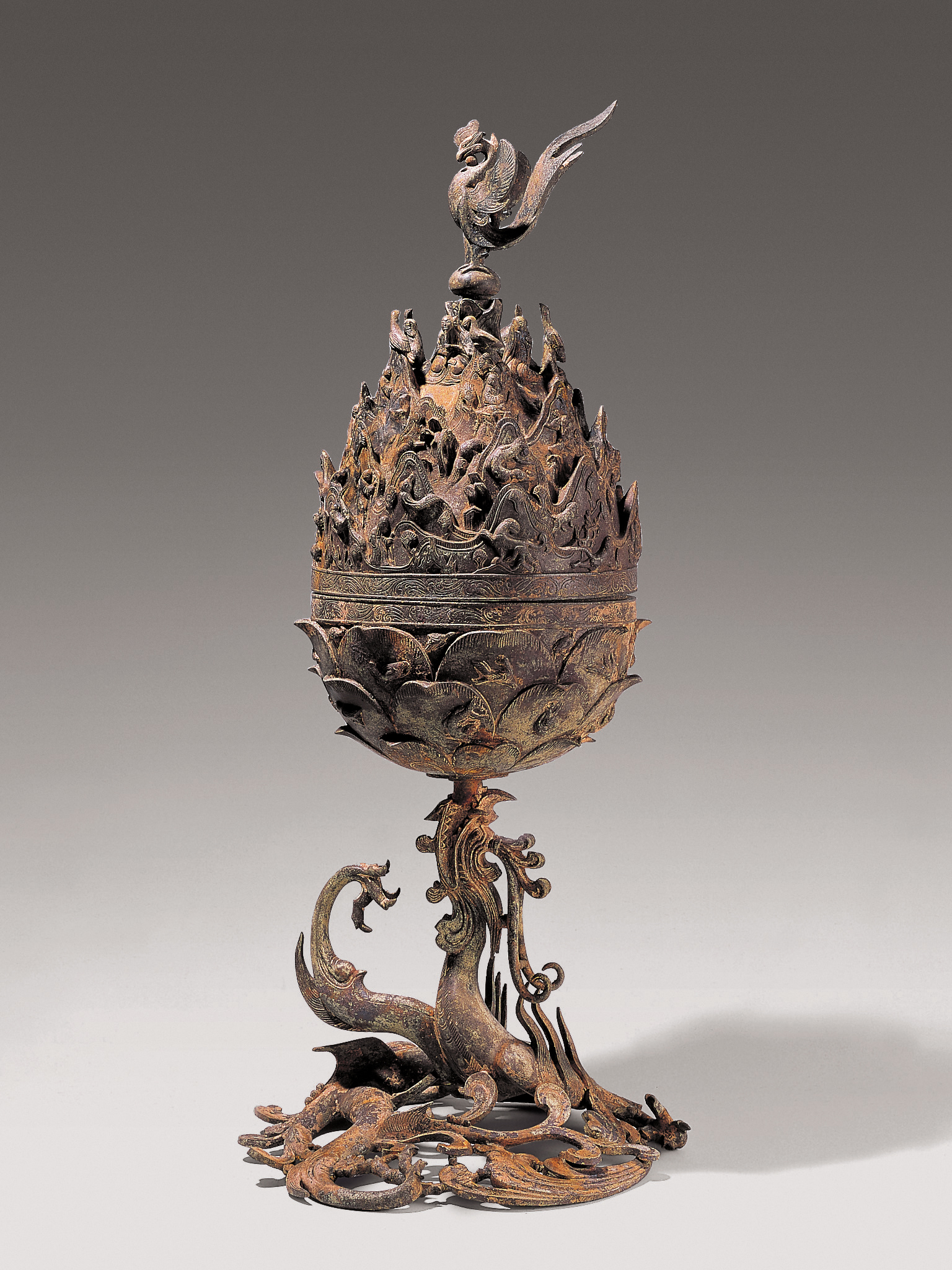
Queimador de incenso em bronze dourado de Baekje

Baekje (hangul: 백제; hanja: 百濟; AFI: [pɛk̚.t͈ɕe] (também Paekche); 18 a.C. – 660 d.C.) foi um reino localizado no sudoeste da Península Coreana. Juntamente com Koguryo e Silla, foi um dos Três Reinos da Coreia.
Baekje foi fundado por Onjo de Baekje, o terceiro filho do fundador de Goguryeo, Jumong e So Seo-no, em Wiryeseong (atual região sul de Seul). Baekje, assim como Goguryeo, dizia ser sucessor do Reino de Buyeo, um estado estabelecido na atual Manchúria, por volta da época da queda de Gojoseon.
Baekje alternadamente batalhava e se aliava com Goguryeo e Silla enquanto os três reinos expandiam seu controle sobre a península. Em seu auge, Baekje controlou a maior parte da porção ocidental da península coreana, até a atual Pyongyang ao norte. O reino se tornou uma potência naval regional importante, com relações políticas e comerciais com a China e com o Japão.
Baekje foi uma grande potência marítima; suas habilidades náuticas, que fizeram do reino a Fenícia da Ásia Oriental, foram instrumentais na difusão do Budismo pela área e na disseminação da cultura continental para o Japão.
Em 660, Baekje foi derrotado pela aliança de Silla e da Dinastia Tang, e se subjugou a Silla Posterior.

## História

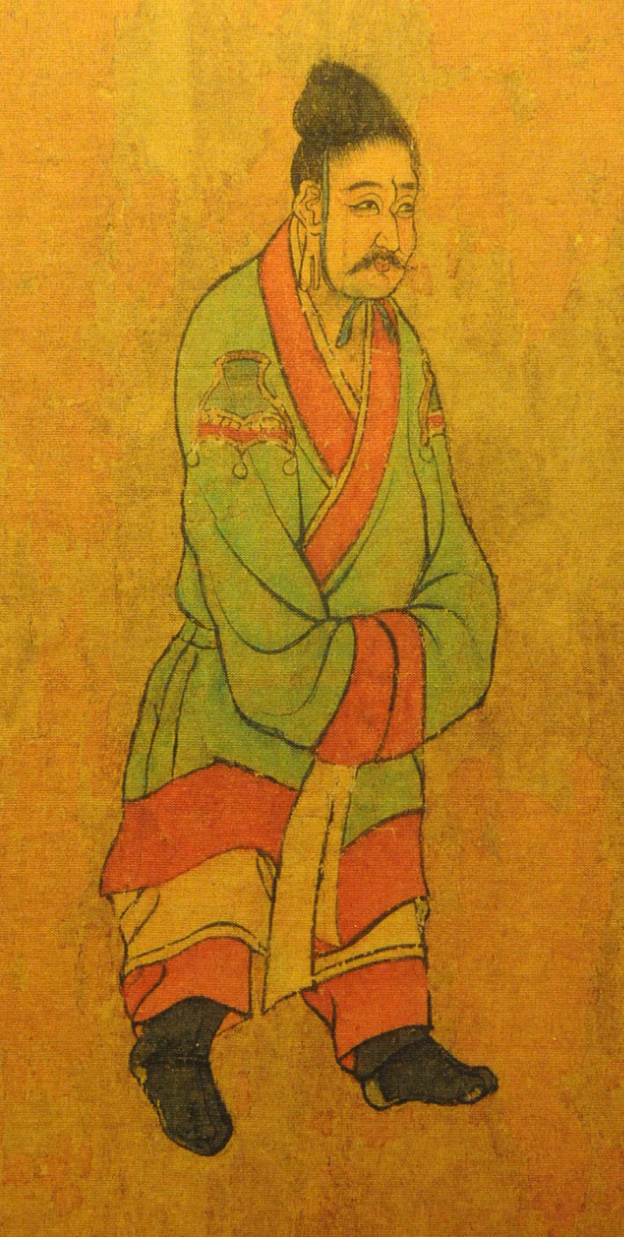
Emissários de Baekje

### Fundação

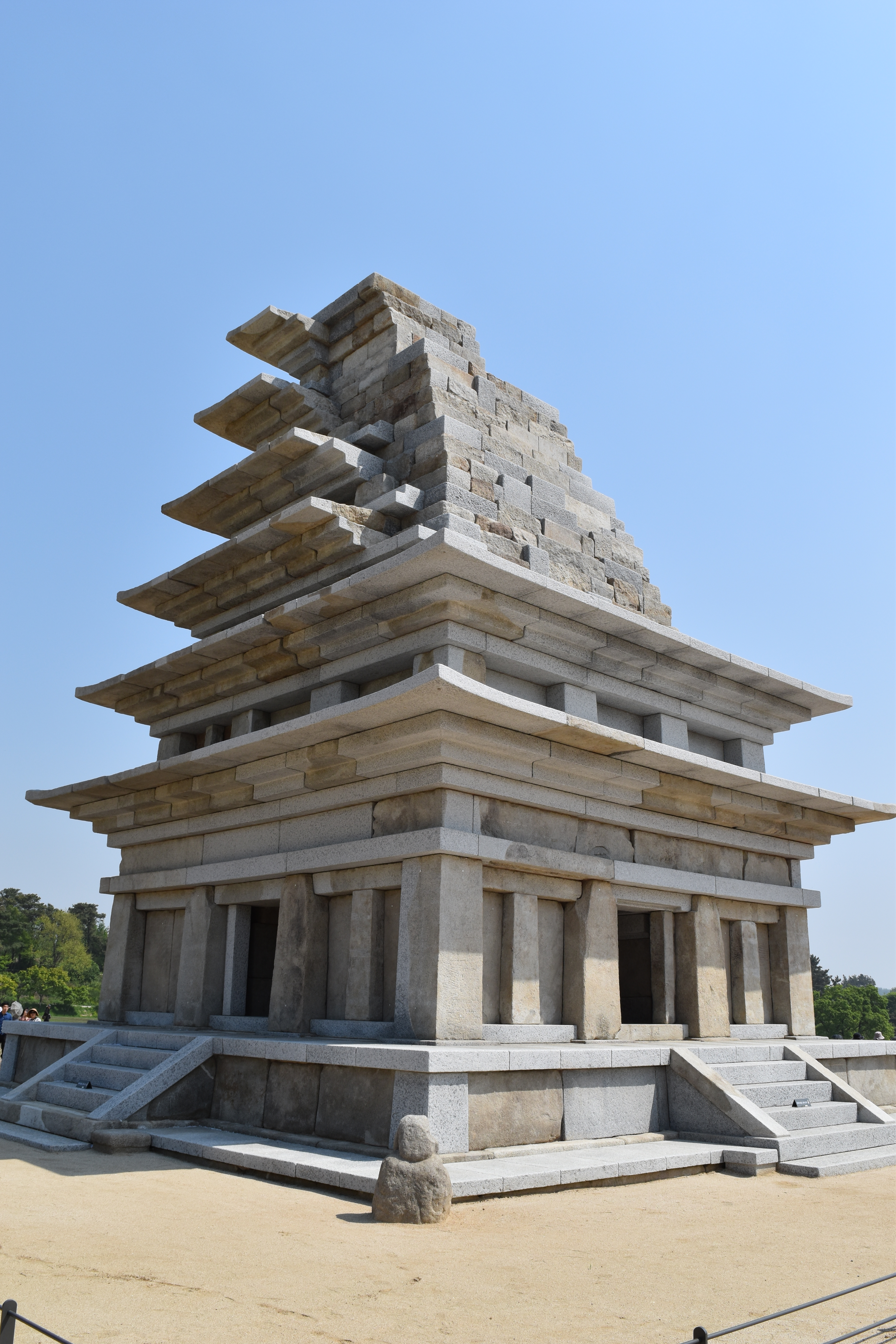
Mireuksa

Baekje foi fundado em 18 a.C. pelo Rei Onjo, que liderou um grupo de pessoas de Goguryeo até a bacia do Rio Han, ao sul. De acordo com o San Guo Zhi (Registros dos Três Reinos), durante o período Samhan, uma das chefaturas da Confederação Mahan se chamava Baekje.
O Samguk Sagi tem um relato detalhado da fundação de Baekje. Jumong deixou seu filho, Yuri, em Buyeo, quando tinha deixado o reino para fundar Goguryeo. Jumong se tornou o Divino Rei Dongmyeong, e teve mais dois filhos com So Seo-no, Onjo e Biryu. Quando Yuri posteriormente chegou a Goguryeo, Jumong o coroou príncipe. Percebendo que Yuri se tornaria o próximo rei, So Seo-no deixou Goguryeo, levando seus dois filhos, Biryu e Onjo, para o sul a fim de fundar seus próprios reinos com seu povo, juntamente com dez vassalos. Ela é considerada uma figura-chave na fundação de Goguryeo e de Baekje.
Onjo se estabeleceu em Wiryeseong (atual Hanam), e deu ao seu país o nome Sipje (십제, 十濟, "Dez Vassalos"), enquanto Biryu se estabeleceu em Michuhol (atual Incheon), contra os conselhos dos vassalos. A água salgada e os pântanos em Michuhol tornou o estabelecimento de habitações difícil, enquanto o povo de Wiryeseong vivia prosperamente.
Biryu então foi ao seu irmão Onjo, pedindo o trono de Sipje. Quando Onjo recusou, Biryu declarou guerra, mas foi derrotado. Envergonhado, Biryu suicidou-se e seu povo se mudou para Wiryeseong, onde o Rei Onjo os acolheu e renomeou seu país para Baekje ("Cem Vassalos").
O Rei Onjo mudou a capital do sul para o norte do rio Han, e depois novamente para o sul, provavelmente todas dentro do espaço da atual Seul, sob pressão dos outros estados de Mahan. Acredita-se que o Rei Gaeru mudou a capital do norte do rio para Bukhansanseong em 132, provavelmente na atual Goyang a noroeste de Seul.
Durante os primeiros séculos da Era Comum, por vezes chamado de Período Proto-Três Reinos, Baekje gradualmente dominou as outras tribos Mahan.

### Expansão

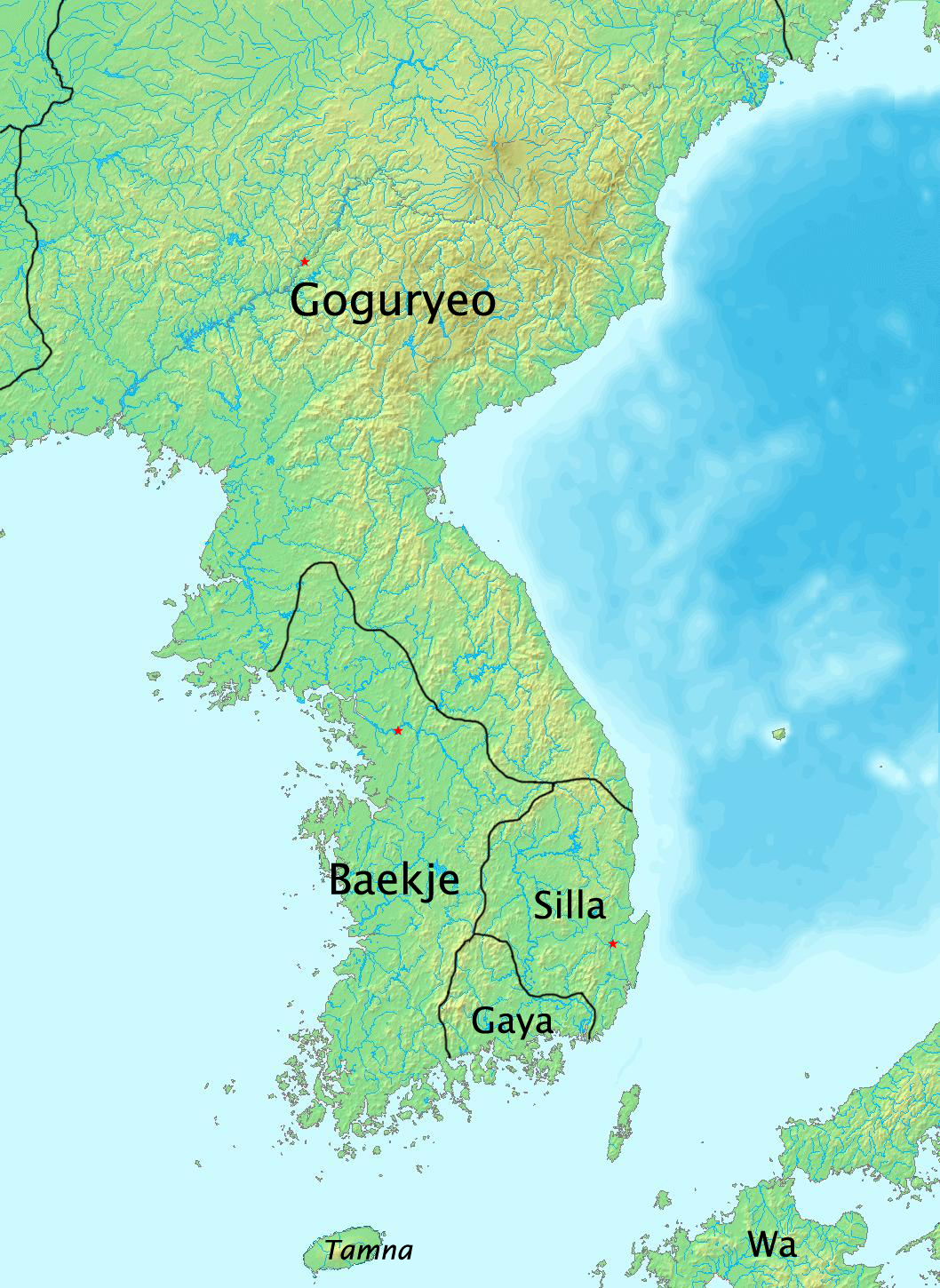
Coreia em 375, a maior expansão territorial de Baekje

Durante o reinado do Rei Goi (234–286), Baekje se tornou um reino propriamente dito, enquanto continuava a consolidar a Confederação Mahan.  Em 249, de acordo com o texto japonês Nihonshoki, a expansão de Baekje alcançou a Confederação Gaya ao leste, próximo do vale do Rio Nakdong. Baekje como um reino em registros históricos chineses em 345. As primeiras missões diplomáticas de Baekje alcançaram o Japão por volta do ano 367 (de acordo com o Nihon Shoki : 247).
O Rei Geunchogo (346–375) expandiu o território de Baekje ao norte por meio de sucessivas guerras contra Goguryeo, enquanto anexava os outros regimes da Confederação Mahan ao sul. Durante o reinado de Geunchogo, os territórios de Baekje incluíam a maior parte do oeste da península coreana, e em 371, Baekje derrotou Goguryeo em Pyongyang. Baekje manteve comércio com Goguryeo e adotou a cultura e a tecnologia chinesa. O budismo se tornou a religião estatal oficial em 384.
Baekje se tornou uma potência marítima e manteve relações mutuamente benéficas com o Japão do Período Kofun, transmitindo influências continentais ao Japão. A escrita chinesa, o budismo, cerâmica avançada, enterros cerimoniais e outros aspectos culturais foram introduzidos por aristocratas, artesãos, estudiosos e monges através de suas relações.

### Período Ungjin
No séc. V, Baekje recuou para o sul sob pressão militar de Goguryeo e em 475 a região de Seul caiu. A capital de Baekje foi localizada em Ungjin (atual Gongju) de 475 a 538.
Isolada em terreno montanhoso, a nova capital estava segura contra o norte, mas separada do mundo exterior. A capital estava mais próxima de Silla do que Wiryeseong tinha sido e uma aliança militar foi forjada entre Silla e Baekje contra Goguryeo.

### Período Sabi
Em 538, o Rei Seong mudou a capital para Sabi (atual Buyeo) e reconstruiu seu reino em um estado forte. Daí em diante, o nome oficial do reino passou a ser Nambuyeo ("Buyeo Meridional"), uma referência ao Reino de Buyeo, do qual Baekje tinha se originado. O Período Sabi contemplou o florescimento da cultura de Baekje juntamente com o crescimento do budismo.
Sob pressão de Goguryeo ao norte e de Silla ao leste, Seong buscou fortalecer as relações de Baekje com a China. A localização de Sabi, próximo ao Rio Geum, que era navegável, facilitou o conato com a China e tanto o comércio quanto a diplomacia floresceram durante seu reinado, continuando até o séc. VII.
No séc. VII, com a crescente influência de Silla no centro e no sul da península coreana, iniciou-se o declínio de Baekje.

### Queda e movimento de restauração
Em 660, as tropas aliadas de Silla e de Tang atacaram Baekje, que estava aliado com Goguryeo. Um exército com números severamente menores, liderados pelo general Gyebaek, foi derrotado na Batalha de Hwangsanbeol, próximo de Nonsan. A capital Sabi caiu quase imediadamente depois, resultando na anexação de Baekje por Silla. O Rei Uija e seu filho Buyeo Yung foram exilados na China enquanto uma parte da aristocracia fugiu para o Japão.
Forças de Baekje tentaram iniciar um movimento de restauração, mas foram enfrentados pelas forças aliadas de Silla e de Tang. O monge budista Dochim (도침, 道琛) e o antigo general de Baekje, Buyeo Boksin, tentaram reviver o reino. Eles acolheram o príncipe Buyeo Pung, que vinha do Japão, para servir como seu rei, com Juryu (주류, 周留, atual Seocheon-do, Chungcheong do Sul) como seu quartel-general. Eles iniciaram um cerco contra o general Liu Renyuan (劉仁願) de Tang em Sabi. O Imperador Gaozong enviou o general Liu Rengui, que anteriormente tinha sido rebaixado à classe de plebeu por ofender a Li Yifu, que junto de Liu Renyuan e suas tropas combinadas, conseguiram combater as forças da resistência de Baekje, mas não eram fortes o suficiente para acabar com a rebelião, então ambos os exércitos ficaram num impasse.
Baekje solicitou auxílio japonês e o Rei Pung retornou com um contingente de 5 mil soldados. Antes de as embarcações japonesas chegarem, suas forças batalharam contra um contingente das forças de Tang em Ungjin-do.
Em 663, forças revolucionárias de Baekje e uma frota naval japonesa se encontraram ao sul do reino para confrontar as forças de Silla na Batalha de Baekgang. A Dinastia Tang enviou 7 mil soldados e 170 embarcações. Após cinco confrontos navais que ocorreram em 663, em Baekgang, as forças aliadas de Silla e Tang emergiram vitoriosas e Buyeo Pung fugiu para Goguryeo.

## Estrutura político-social
O estabelecimento de um estado centralizado em Baekje é geralmente atribuído ao reinado do Rei Goi, que deve ter sido o primeiro a estabelecer a sucessão patrilinear. Como muitas monarquias, a maior parte do poder era concentrado na aristocracia. O Rei Seong, por exemplo, fortaleceu o poder real, mas após ter sido morto em uma campanha desastrosa contra Silla, os nobres tomaram muito poder de seu filho.
Os clãs Hae e Jin eram casas reais representativas que tinham poder considerável desde o início de Baekje e produziram muitas rainhas ao longo de várias gerações. O clã Hae provavelmente era a casa real antes de ser substituído pelo clã Buyeo e ambos os clãs provavelmente descendem das linhagens do Reino de Buyeo e de Koguryo. As "Oito Grandes Famílias" (Sa, Yeon, Hyeop, Hae, Jin, Guk, Mok e Baek) eram nobres poderosos no período Sabi, como foi registrado em registros chineses, tal como o Tongdian.
Oficiais do governo central eram divididos em dezesseis patentes, os seis membros do alto escalão formando um tipo de ministério, com o alto escalão sendo eleito a cada três anos. No posto Sol, os oficiais do primeiro (Jwapyeong) ao sexto (Naesol) eram comandantes políticos, administrativos e militares. Nas patentes Deok, os oficiais do sétimo (Jangdeok) ao décimo primeiro (Daedeok) podem ter liderado cada campo. Mundok, Mudok, Jwagun, Jinmu e Geuku do décimo segundo ao décimo sexto, podem ter sido administradores militares.
De acordo com o Samguk Yusa, durante o período Sabi, o ministro-chefe (Jaesang) de Baekje era escolhido por um sistema peculiar. Os nomes de vários candidatos eram colocados sob uma rocha (Cheonjeongdae) perto do Templo Hoamsa. Após alguns dias, a rocha era movida e o candidato cujo jome tinha uma certa marca era escolhido como o novo ministro-chefe. Não está claro se o processo era um simples sorteio ou uma seleção secreta feita pela elite.

## Língua e cultura
Baekje foi fundado por imigrantes de Goguryeo que falavam o que pode ter sido uma Língua Buyeo, um grupo hipotético que liga as línguas de Gojoseon, Buyeo, Goguryeo e Baekje. Num caso de diglossia, o povo indígena Samhan, vindos de uma onda migratória anterior da mesma região, provavelmente falavam uma variação ou dialeto da mesma língua.
Artesãos de Baekje adotaram muitas influências chinesas e as sintetizaram em uma tradição artística única. Temas budistas são muito fortes na arte de Baekje. O beatífico "Sorriso de Baekje" encontrado em muitas esculturas budistas expressa a cordialidade típica da arte de Baekje. Influências taoístas também são bem difusas. Artesãos chineses foram enviados ao reino pela Dinastia Liang em 541, o que pode ter resultado no aumento da influência chinesa no período Sabi.
A Tumba do Rei Muryeong (501–523), apesar de ter como modelo tumbas de tijolos chinesas e portar alguns objetos chineses, também continha muitos objetos funerários da tradição de Baekje, como ornamentos de coroa de ouro, cintos dourados e brincos de ouro. Práticas mortuárias seguiam a tradição de Baekje.
Desenhos delicados de lótus das telhas, intrincados padrões de tijolos, curvas do estilo de cerâmica e escrita fluente e elegante de epitáfios caracterizam a cultura Baekje. As esculturas budistas e os pagodes refinados refletem a criatividade inspirada pela religião. Um esplêndido queimador de incenso de bronze dourado (백제금동대향로 Baekje Geumdong Daehyeongno) escavado em um antigo templo budista em Neungsan-ri, Buyeo-gun, exemplifica a arte de Baekje.
Pouco se sabe sobre a música de Baekje, mas os músicos locais foram enviados com missões de homenagem à China no séc. VII, indicando que uma tradição musical distinta havia se desenvolvido até então.

## Relações exteriores

### Relações com a China

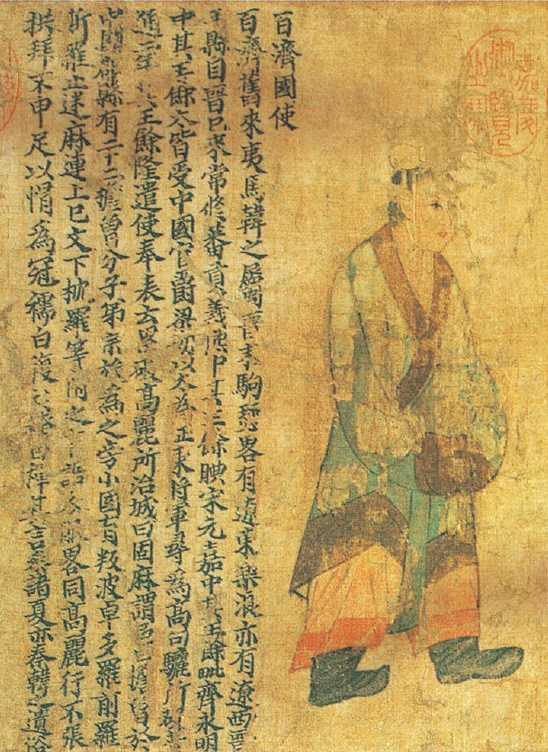
Embaixador de Baekje na China

Em 372, o Rei Geunchogo pagou tributo à Dinastia Jin da China, localizada na bacia do Rio Yangtzé. Após a queda de Jin e o estabelecimento da Dinastia Song em 420, Baekje enviou emissários em busca de bens culturais e tecnologia.
Baekje enviou um emissário à Dinastia Uei do Norte pela primeira vez em 472, e o Rei Gaero pediu auxílio militar para atacar a Goguryeo. Os reis Muryeong e Seong enviaram emissários à Dinastia Liang várias vezes e receberam títulos de nobreza.

### Relações com o Japão

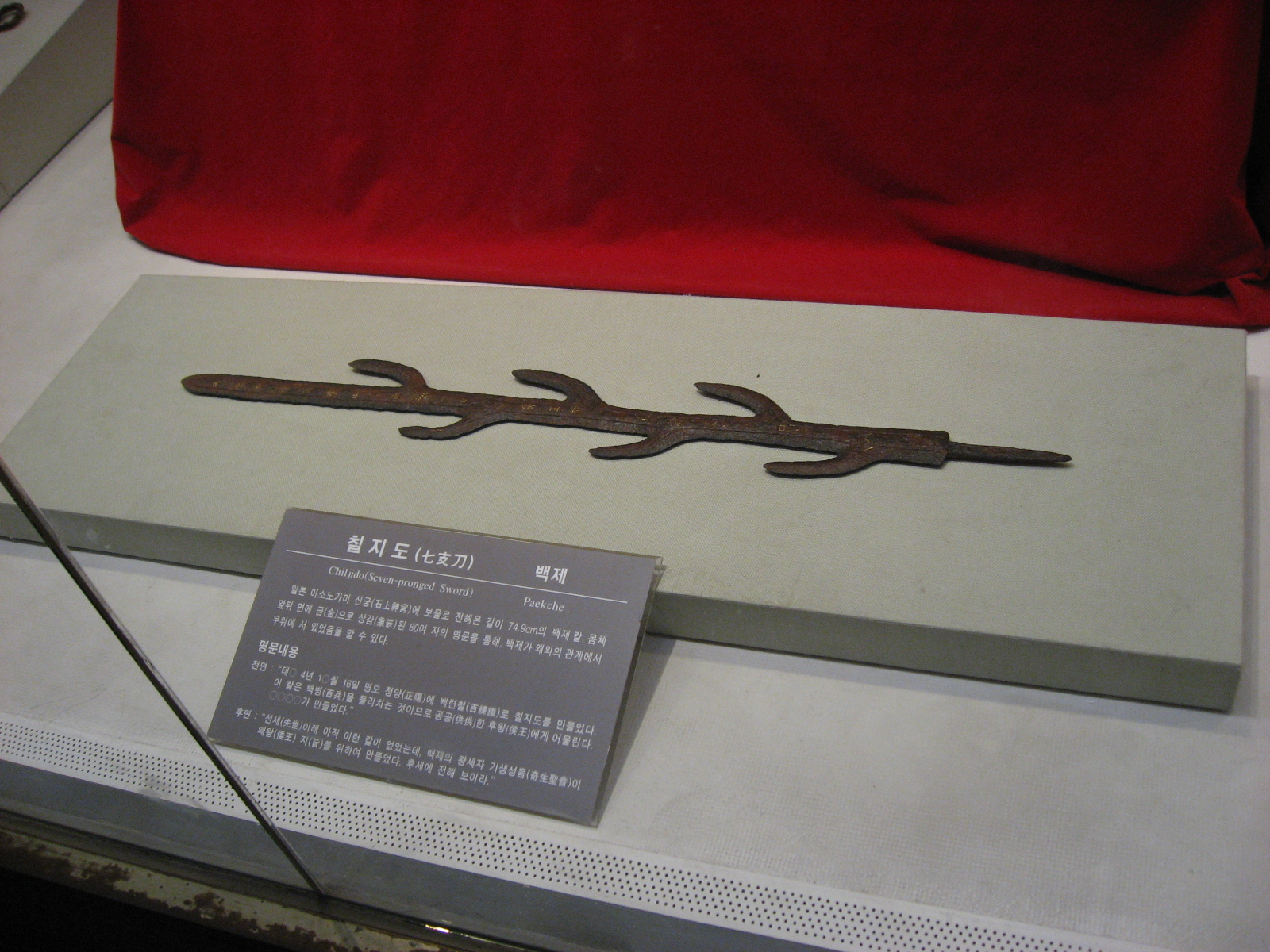
Réplica da espada Shichishitō que Baekje deu a Yamato

#### Impacto cultural e auxílio militar
Para confrontar a pressão militar de Goguryeo ao norte e de Silla ao leste, Baekje (Kudara em Japonês) estabeleceu relações próximas com o Japão. De acordo com a crônica coreana Samguk Sagi, Baekje e Silla mandaram alguns de seus príncipes à corte japonesa como reféns. Se os príncipes enviados ao Japão devem ser interpretados como diplomatas e parte de uma embaixada ou como reféns literais é debatido. Devido à confusão sobre a natureza exata desse relacionamento (a questão de saber se os coreanos de Baekje eram familiares ou pelo menos próximos da linha imperial japonesa ou se eram reféns) e o fato de o Nihon Shoki, uma fonte primária de material para essa relação, ser uma compilação de mitos, dificulta a avaliação. O Samguk Sagi, que também documenta isso, também pode ser interpretado de várias maneiras e, de qualquer forma, foi reescrito no séc. XIII, sete ou oito séculos após a ocorrência desses eventos. Acrescentando à confusão está a descoberta (no Japão) de que a "espada Inariyama, assim como algumas outras espadas descobertas no Japão, utilizavam o sistema coreano 'Idu' de escrita". As espadas "se originaram em Paekche e que os reis mencionados em suas inscrições representam reis Paekche em vez de reis japoneses". As técnicas de forja dessas espadas aparentemente eram similares aos estilos da Coreia, especificamente Baekje.
Outros historiadores, como os que colaboraram com a obra "Paekche of Korea and the Origin of Yamato Japan" (Paekche da Coreia e a Origem do Japão Yamato) e Jonathan W. Best, que ajudou a traduzir o que restou dos anais de Baekje, notaram que os príncipes criaram escolas no Japão e tomaram controle das forças navais japonesas durante a guerra contra Goguryeo, tomando isto como evidência de que eles eram mais como diplomatas com um certo parentesco com a família imperial japonesa em vez de reféns. Além disto, a tradução de documentos antigos é complicada, porque no passado o termo Wa ("anão") era depreciativo, o que era uma referência à aparente estatura mais baixa dos japoneses em tempos antigos. Assim, é difícil interpretar os relatos corretamente, particularmente os relatos feitos na Coreia após a queda de Baekje, pois referências aos Wa poderiam ter sido insultos contra uma nação rival.
Como acontece com muitas histórias antigas e registros concorrentes, muito pouco pode ser concluído definitivamente. Pesquisas adicionais têm sido difíceis, em parte devido à restrição de 1976 ao estudo de túmulos reais no Japão (para incluir túmulos como o túmulo de Gosashi, que supostamente é o local de descanso da imperatriz Jingū). Antes de 1976, pesquisadores estrangeiros tinham acesso aos sítios e alguns encontraram artefatos coreanos em sítios de escavação japoneses. Recentemente, em 2008, o Japão passou a permitir acesso limitado e controlado a arqueólogos estrangeiros, mas a comunidade internacional ainda tem muitas perguntas sem respostas. A National Geographic Society escreveu sobre o Japão: "a agência manteve o acesso restrito aos túmulos, provocando rumores de que as autoridades temem que a escavação revele laços de sangue entre a família imperial 'pura' e a Coreia - ou que alguns túmulos não possuam restos reais."

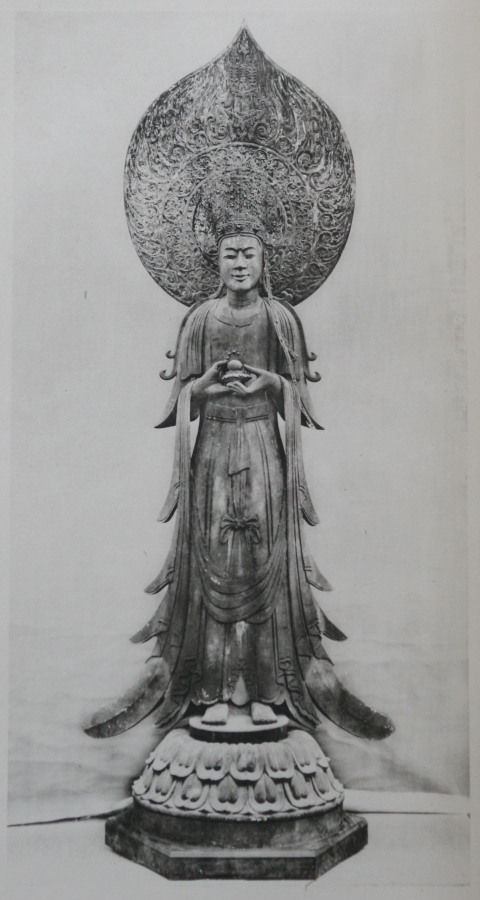
Guze Kannon é uma estátua budista feita à imagem do Rei Seong no estilo coreano. A estátua, originalmente vinda de Baekje, é guardada no templo Hōryū-ji.

De qualquer maneira, esses coreanos, diplomatas e parentes da família real ou não, trouxeram ao Japão o conhecimento sobre o sistema de escrita chinesa, o budismo, o processamento do ferro e várias outras tecnologias. In exchange, Japan provided military support.
De acordo com registros semi-mitológicos do controverso Nihon Shoki, a Imperatriz Jingū exigiu tributo e juramentos de fidelidade dos reis de Baekje, Silla e Goguryeo. Na altura do nacionalismo japonês do início do séc. XX, historiadores japoneses usaram tais registros semi-míticos, juntamente com uma passagem da Estela de Guangaeto, para estabelecer uma justificativa ideológica para o clamor imperialista pela invasão da Coréia. Outros historiadores notaram que não há evidências desses registros japoneses em qualquer parte da Coreia, além de não ser mencionado em nenhum texto viável da China e da Coreia. Sobre a Estela de Guangaeto, por causa da falta de sintaxe e pontuação, o texto pode ser interpretado de quatro maneiras diferentes, uma das quais declara que a Coreia cruzou o oceano e subjugou a Yamato. Por causa destes problemas de interpretação, nada pode ser concluído. Outro fator que complica a questão é que, no Nihongi, um coreano chamado Amenohiboko (天日槍) é descrito no Nihon Shoki como predecessor materno de Tajima-no-morosuku (但馬諸助).
Estudiosos creem que o Nihon Shoki data a invasão de Silla e Baekje por volta do final do séc. IV. Porém, nessa época, o Japão era uma confederação tribal sem armas sofisticadas de ferro, enquanto os Três Reinos da Coreia eram estados centralizados e desenvolvidos com armas de ferro e cavalaria. É improvável que um estado em desenvolvimento tinha a capacidade de cruzar o mar e guerrear contra Baekje e Silla.
Alguns estudiosos japoneses interpretam os relatos da Estela de Guangaeto como descrevendo uma invasão japonesa na porção meridional da península coreana. Porém, Mohan defende que Goguryeo forjou a invasão japonesa para justificar sua conquista de Baekje. Se a estela foi dedicada a um rei coreano, pode-se dizer que ela logicamente focaria nas conquistas da Coreia e não em um incidente envolvendo o Japão. De qualquer maneira, por causa de várias interpretações possíveis, as circunstâncias em torno da estela ainda são debatidas.
Estudiosos chineses participaram no estudo da estela nos anos 80. Wang Jianqun entrevistou agricultores locais e concluiu que nenhuma falsificação intencional ocorreu, acrescentando que o cal na estela foi aplicado por funcionários encarregados de copiar o texto para aumentar a legibilidade. Xu Jianxin da Academia Chinesa de Ciências Sociais descobriu a cópia mais antiga que foi feita antes de 1881. Ele também concluiu que não havia evidências de que os japoneses haviam danificado intencionalmente qualquer um dos caracteres da estela.
Hoje, a maioria dos estudiosos chineses e japoneses contradizem as teorias de conspiração, baseadas no estudo da própria estela e defendem a intervenção japonesa na época, embora sua escala e efeitos sejam contestados.
No projeto de escrever um livro de história comum, Kim Tae-sik, da Universidade Hongik, negou a teoria japonesa. Kōsaku Hamada, da Universidade de Kyushu relatou suas interpretações do texto da Estela de Guangaeto, nenhuma delas adotando a teoria da estela intencionalmente danificada em suas interpretações.

#### A queda de Baekje e o apoio militar do Japão

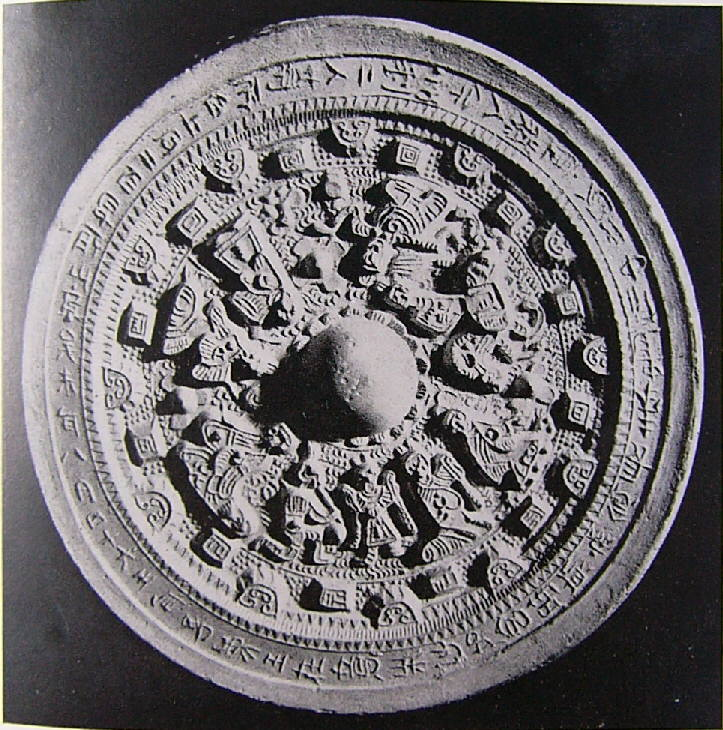
O Espelho do Santuário Suda Hachiman é muito similar a espelhos de Baekje

Alguns membros da nobreza e realeza de Baekje emigraram para o Japão antes da queda do reino. Respondendo ao pedido de Baekje, o Japão enviou o general Abe no Hirafu, em 663, com 20 mil tropas e mil embarcações para reviver Baekje com Buyeo Pung (conhecido em japonês como Hōshō), filho de Uija de Baekje, que tinha sido um diplomata no Japão. Por volta de agosto de 661, 10 mil soldados e 170 embarcações, liderados por Abe no Hirafu, chegaram à península coreana. Reforços japoneses adicionais, incluindo 27 mil soldados, liderados por Kamitsukeno no Kimi Wakako (上毛野君稚子) e 10 mil soldados liderados por Iohara no Kimi (廬原君) também chegaram em Baekje em 662.
Esta tentativa, porém, falhou na Batalha de Baekgang e o príncipe fugiu para Goguryeo. De acordo com o Nihon Shoki, 400 embarcações japonesas foram perdidas nas batalhas. Apenas metade das tropas conseguiu retornar ao Japão.
O exército japonês recuou para o Japão com muitos refugiados de Baekje. Os membros da família real foram inicialmente tratados como "hóspedes estrangeiros" (蕃客) e não foram incorporados ao sistema político do Japão por um certo tempo. O irmão mais novo de Buyeo Pung, Seon'gwang (Zenkō em japonês) (善光 ou 禅広) usou o nome de família Kudara no Konikishi ("Rei de Baekje") (百濟王) (também chamados de clã Kudara).

## Legado

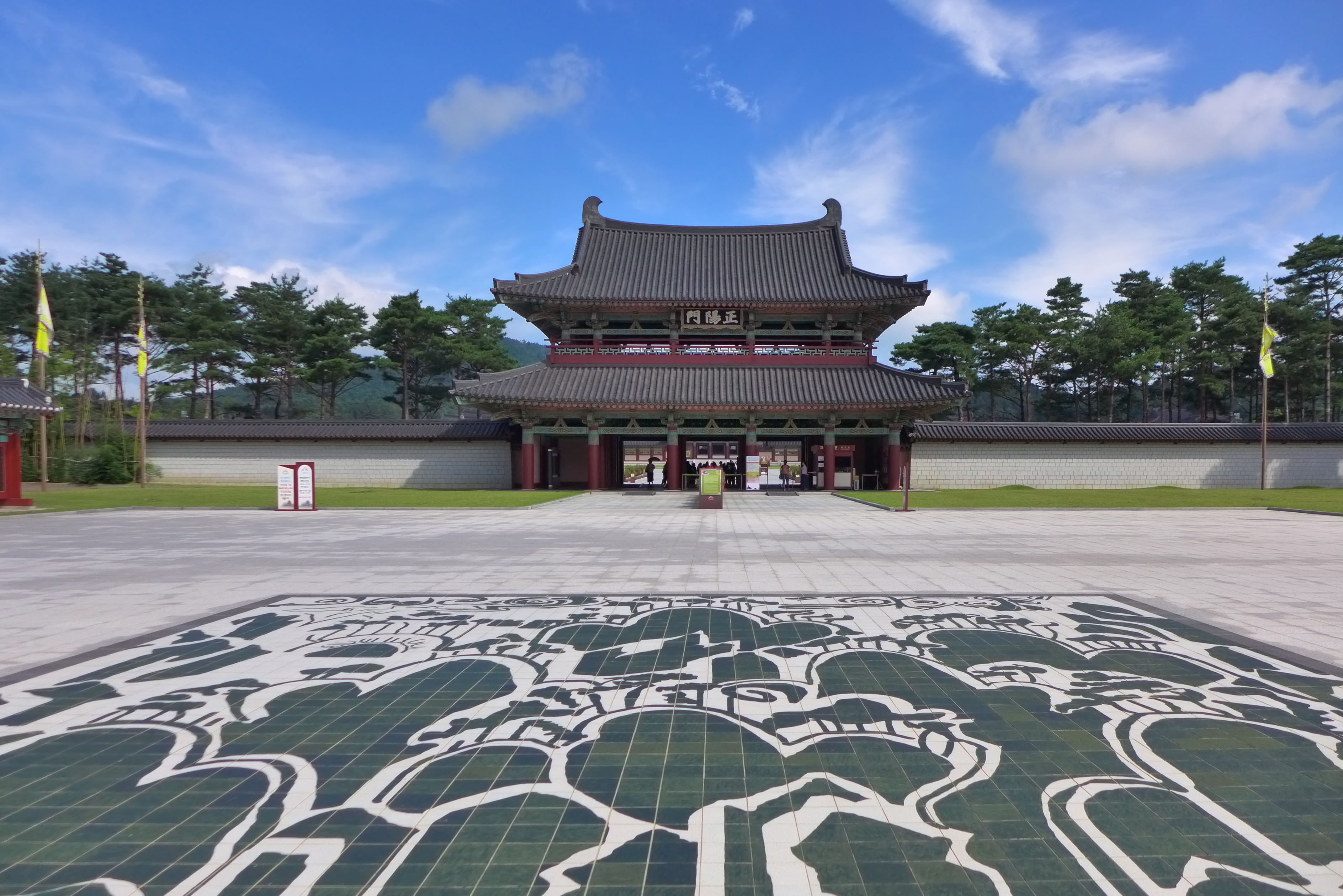
Baekje Cultural Land

Baekje foi revivido brevemente no período dos Três Reinos Posteriores enquanto Silla Posterior caía em colapso. Em 892, o general Gyeon Hwon estabeleceu Hubaekje (“Baekje Posterior”), baseado em Wansan (atual Jeonju). Hubaekje foi derrubado em 936 pelo Rei Taejo de Goryeo.
Na atual Coreia do Sul, relíquias de Baekje são normalmente símbolos de culturais locais do sudeste, especialmente em Chungcheong do Sul, Jeolla do Sul e Jeolla do Norte. O queimador de incenso em bronze dourado de Baekje, por exemplo, é um símbolo de Buyeo-do e a escultura budista de pedra de Seosan Maaesamjonbulsang é um símbolo importante da cidade de Seosan.
Acredita-se que Baekje tenha introduzido o sistema de escrita man'yōgana ao Japão, do qual o Hiragana e o Katakana descendem. Tanto o Kojiki quanto o Nihon shoki afirmam isto, mas embora seja difícil encontrar evidências diretas, a maioria dos estudiosos costuma aceitar essa ideia..
Em 17 de abril de 2009, Ōuchi Kimio (大內公夫) do Clã Ōuchi visitou Iksan, na Coreia do Sul, para prestar respeito a seus ancestrais de Baekje. O clã descende do Príncipe Imseong.
Em 2010, foi aberto o parque temático Baekje Cultural Land. O parque visa preservar a arquitetura e a cultura de Baekje.
As Áreas Históricas de Baekje na Coreia do Sul foram declaradas Patrimônio Mundial da UNESCO em 2015.